# Parafia Najświętszej Maryi Panny Królowej Polski w Janikach
Parafia Matki Bożej Królowej Polski w Janikach – parafia rzymskokatolicka, znajdująca się w archidiecezji częstochowskiej, w dekanacie Krzepice.